# Tusk (film 1980)
Tusk è un film del 1980 diretto da Alejandro Jodorowsky.
La pellicola il cui titolo in francese è Poo Lorn L'Elephant è stata sceneggiata dal regista con Nicholas Niciphor.

## Trama
Una giovane ragazza britannica e un elefante indiano condividono un destino comune.